# Ichneumon hypolius
Ichneumon hypolius là một loài tò vò trong họ Ichneumonidae.